# A Charlie angyalai epizódjainak listája
Ez a cikk a Charlie angyalai című sorozat epizódjait listázza.

## Évados áttekintés
| Évad | Évad | Epizódok | Eredeti sugárzás     | Eredeti sugárzás | Eredeti adó |
| Évad | Évad | Epizódok | Évadpremier          | Évadfinálé       | Eredeti adó |
| ---- | ---- | -------- | -------------------- | ---------------- | ----------- |
|      | 1    | 22       | 1976. szeptember 22. | 1977. május 4.   | ABC         |
|      | 2    | 26       | 1977. szeptember 14. | 1978. május 10.  | ABC         |
|      | 3    | 24       | 1978. szeptember 13. | 1979. május 16.  | ABC         |
|      | 4    | 26       | 1979. szeptember 12. | 1980. május 7.   | ABC         |
|      | 5    | 17       | 1980. november 30.   | 1981. június 24. | ABC         |

## Bevezető rész (1976)
| Sor. | Év. | Cím                                 | Rendező              | Író                      | Premier           |
| ---- | --- | ----------------------------------- | -------------------- | ------------------------ | ----------------- |
| 1.   | 1.  | Charlie angyalai (Charlie's Angels) | John Llewellyn Moxey | Ben Roberts és Ivan Goff | 1976. március 21. |

## 1. évad (1976-1977)
| Sor. | Év. | Cím                                            | Rendező              | Író                                                                               | Premier              |
| ---- | --- | ---------------------------------------------- | -------------------- | --------------------------------------------------------------------------------- | -------------------- |
| 1.   | 1.  | A pokoli futam (Hellride)                      | Richard Lang         | Edward J. Lakso                                                                   | 1976. szeptember 22. |
| 2.   | 2.  | A mexikói kapcsolat (The Mexican Connection)   | Allen Baron          | Jack V. Fogarty                                                                   | 1976. szeptember 29. |
| 3.   | 3.  | A fojtogató éjszakája (Night of the Strangler) | Richard Lang         | Történet: Glen Olson, Rod Baker és Pat Fiedler Tévéjáték: Pat Fiedler             | 1976. október 13.    |
| 4.   | 4.  | Leláncolt angyalok (Angels in Chains)          | Phil Bondelli        | Robert Earll                                                                      | 1976. október 20.    |
| 5.   | 5.  | Célkeresztben az angyalok (Target: Angels)     | Richard Lang         | David Levinson                                                                    | 1976. október 27.    |
| 6.   | 6.  | A gyilkos fajta (The Killing Kind)             | Richard Benedict     | Rick Husky                                                                        | 1976. november 3.    |
| 7.   | 7.  | Öld meg az angyalt (To Kill an Angel)          | Phil Bondelli        | Rick Husky                                                                        | 1976. november 10.   |
| 8.   | 8.  | Asszonygyilkos (Lady Killer)                   | George McCowan       | Sue Milburn                                                                       | 1976. november 24.   |
| 9.   | 9.  | Célkeresztben (Bullseye)                       | Daniel Haller        | Jeff Myrow                                                                        | 1976. december 1.    |
| 10.  | 10. | Nagykorúak klubja (Consenting Adults)          | George McCowan       | Les Carter                                                                        | 1976. december 8.    |
| 11.  | 11. | A szeánsz (The Seance)                         | George W. Brooks     | Robert C. Dennis                                                                  | 1976. december 15.   |
| 12.  | 12. | Halál a görkorcsolya pályán (Angels on Wheels) | Richard Benedict     | Történet: Jack V. Fogarty, Rick Husky és Charles Sailor Tévéjáték: Charles Sailor | 1976. december 22.   |
| 13.  | 13. | Angyali csapda (Angel Trap)                    | George McCowan       | Edward J. Lakso                                                                   | 1977. január 5.      |
| 14.  | 14. | A lebuktatás (The Big Tap-Out)                 | Georg Stanford Brown | Brian McKay                                                                       | 1977. január 12.     |
| 15.  | 15. | Becsapott angyalok (Angels on a String)        | Lawrence Doheny      | Edward J. Lakso                                                                   | 1977. január 19.     |
| 16.  | 16. | Piszkos üzlet (Dirty Business)                 | Bill Bixby           | Edward J. Lakso                                                                   | 1977. február 2.     |
| 17.  | 17. | A vegas-i kapcsolat (The Vegas Connection)     | George McCowan       | John D. F. Black                                                                  | 1977. február 9.     |
| 18.  | 18. | Rémület a kórházban (Terror on Ward One)       | Bob Kelljan          | Edward J. Lakso                                                                   | 1977. február 16.    |
| 19.  | 19. | Tánc a sötétben (Dancing in the Dark)          | Cliff Bole           | Les Carter                                                                        | 1977. február 23.    |
| 20.  | 20. | A nagy visszatérés (I Will Be Remembered)      | Nicholas Sgarro      | Történet: Melvin Levy Tévéjáték: Richard Powell                                   | 1977. március 9.     |
| 21.  | 21. | Angyalok a tengeren (Angels at Sea)            | Allen Baron          | John D. F. Black                                                                  | 1977. március 23.    |
| 22.  | 22. | Romlott angyalok (The Blue Angels)             | Georg Stanford Brown | Történet: Edward J. Lakso Tévéjáték: Laurie Lakso Beasley                         | 1977. május 4.       |

## 2. évad (1977-1978)
| Sor. | Év. | Cím                                                          | Rendező              | Író | Premier              |
| ---- | --- | ------------------------------------------------------------ | -------------------- | --- | -------------------- |
| 23.  | 1.  | Angyalok a paradicsomban 1. rész (Angels in Paradise Part 1) | Charles S. Dubin     | John D. F. Black | 1977. szeptember 14. |
| 24.  | 2.  | Angyalok a paradicsomban 2. rész (Angels in Paradise Part 2) | Charles S. Dubin     | John D. F. Black | 1977. szeptember 14. |
| 25.  | 3.  | Angyalok a jégen 1. rész (Angels on Ice Part 1)              | Bob Kelljan          | Rick Edelstein | 1977. szeptember 21. |
| 26.  | 4.  | Angyalok a jégen 2. rész (Angels on Ice Part 2)              | Bob Kelljan          | Rick Edelstein | 1977. szeptember 21. |
| 27.  | 5.  | A csinos angyalok felsorakoznak (Pretty Angels All in a Row) | John D. F. Black     | John D. F. Black | 1977. szeptember 28. |
| 28.  | 6.  | Angyalok a levegőben (Angel Flight)                          | Dennis Donnelly      | Brian McKay | 1977. október 5.     |
| 29.  | 7.  | Merénylet a cirkuszban (Circus of Terror)                    | Allen Baron          | Robert Janes | 1977. október 19.    |
| 30.  | 8.  | A szerelmes angyal (Angel in Love)                           | Paul Stanley         | Skip Webster és Jock Mackelvie                                                                                           | 1977. október 26.    |
| 31.  | 9.  | UFO angyalok (Unidentified Flying Angels)                    | Allen Baron          | Ronald Austin és James David Buchanan                                                                                    | 1977. november 2.    |
| 32.  | 10. | Repülő angyalok (Angels on the Air)                          | George W. Brooks     | William Froug | 1977. november 9.    |
| 33.  | 11. | Bébik a feketepiacon (Angel Baby)                            | Paul Stanley         | Történet: John D. F. Black és George R. Hodges Tévéjáték: George R. Hodges                                               | 1977. november 16.   |
| 34.  | 12. | Dalok szárnyán (Angels in the Wings)                         | Dennis Donnelly      | Edward J. Lakso | 1977. november 23.   |
| 35.  | 13. | Mágikus tűz (Magic Fire)                                     | Leon Carrere         | Lee Sheldon | 1977. november 30.   |
| 36.  | 14. | Sammy Davis Junior elrablása (Sammy Davis, Jr. Kidnap Caper) | Ronald Austin        | Ron Friedman | 1977. december 7.    |
| 37.  | 15. | Angyalok lóháton (Angels on Horseback)                       | George W. Brooks     | Edward J. Lakso | 1977. december 21.   |
| 38.  | 16. | Játék és halál (Game, Set, Death)                            | Georg Stanford Brown | Worley Thorne | 1978. január 4.      |
| 39.  | 17. | Gyémántok bűvöletében (Hours of Desperation)                 | Cliff Bole           | Ray Brenner | 1978. január 11.     |
| 40.  | 18. | Arábia tüze (Diamond in the Rough)                           | Ronald Austin        | Történet: Ronald Austin, James D. Buchanan és Brian McKay Tévéjáték: Brian McKay                                         | 1978. január 18.     |
| 41.  | 19. | Angyalok a védelemben (Angels in the Backfield)              | Georg Stanford Brown | Edward J. Lakso | 1978. január 25.     |
| 42.  | 20. | A Homokváras gyilkosságok (The Sandcastle Murders)           | George McCowan       | Történet: Robert C. Dennis Tévéjáték: Skip Webster, Jock Mackelvie, Ronald Austin, James D. Buchanan és Robert C. Dennis | 1978. február 1.     |
| 43.  | 21. | Csapatmunka (Angel Blues)                                    | Georg Stanford Brown | Edward J. Lakso | 1978. február 8.     |
| 44.  | 22. | Veszélyes játékok (Mother Goose is Running for His Life)     | George McCowan       | Történet: Del Reisman Tévéjáték: Ronald Austin, James D. Buchanan és Del Reisman                                         | 1978. február 15.    |
| 45.  | 23. | Az éjszaka angyalkái (Little Angels of the Night)            | Georg Stanford Brown | Mickey Rose | 1978. február 22.    |
| 46.  | 24. | A Jade-csapda (The Jade Trap)                                | George McCowan       | Történet: Tom Lazarus Tévéjáték: Lee Sheldon                                                                             | 1978. március 1.     |
| 47.  | 25. | Angyali hajsza (Angels on the Run)                           | Bob Kelljan          | Történet: Laurie Lakso Tévéjáték: Edward J. Lakso                                                                        | 1978. május 3.       |
| 48.  | 26. | Angyalok a ralin (Antique Angels)                            | Leon Carrere         | Történet: Lee Travis Tévéjáték: Edward J. Lakso                                                                          | 1978. május 10.      |

## 3. évad (1978-1979)
| Sor. | Év. | Cím                                                          | Rendező              | Író                                                      | Premier              |
| ---- | --- | ------------------------------------------------------------ | -------------------- | -------------------------------------------------------- | -------------------- |
| 49.  | 1.  | Angyalok Vegasban 1. rész (Angels in Vegas Part 1)           | Bob Kelljan          | Edward J. Lakso                                          | 1978. szeptember 13. |
| 50.  | 2.  | Angyalok Vegasban 2. rész (Angels in Vegas Part 2)           | Bob Kelljan          | Edward J. Lakso                                          | 1978. szeptember 13. |
| 51.  | 3.  | Az angyal hazatér (Angel Come Home)                          | Paul Stanley         | Stephen Kandel                                           | 1978. szeptember 20. |
| 52.  | 4.  | Angyalok a magasban (Angel on High)                          | Larry Doheny         | Edward J. Lakso                                          | 1978. szeptember 27. |
| 53.  | 5.  | Angyalok a gyógyfürdőben (Angels in Springtime)              | Larry Stewart        | William Froug                                            | 1978. október 11.    |
| 54.  | 6.  | Győzelem veszteseknek (Winning is for Losers)                | Cliff Bole           | Ray Brenner                                              | 1978. október 18.    |
| 55.  | 7.  | Kísértő angyalok (Haunted Angels)                            | Ronald Austin        | Lee Sheldon                                              | 1978. október 25.    |
| 56.  | 8.  | Pom Pom angyalok (Pom Pom Angels)                            | Cliff Bole           | Richard Carr                                             | 1978. november 1.    |
| 57.  | 9.  | Tengerre angyalok (Angels Ahoy)                              | Allen Baron          | Lee Sheldon                                              | 1978. november 8.    |
| 58.  | 10. | Anyai angyal (Mother Angel)                                  | Don Chaffey          | Rift Fournier                                            | 1978. november 15.   |
| 59.  | 11. | A zavart angyal (Angel on My Mind)                           | Curtis Harrington    | Edward J. Lakso                                          | 1978. november 22.   |
| 60.  | 12. | Az angyaloknak a mennyben a helyük (Angels Belong in Heaven) | Paul Stanley         | Edward J. Lakso                                          | 1978. december 6.    |
| 61.  | 13. | Angyali zsoké (Angels in the Stretch)                        | Lawrence Doheny      | Bob és Esther Mitchell                                   | 1978. december 20.   |
| 62.  | 14. | Nyaraló angyalok (Angels on Vacation)                        | Don Weis             | Edward J. Lakso                                          | 1979. január 10.     |
| 63.  | 15. | Álangyalok (Counterfeit Angels)                              | Georg Stanford Brown | Richard Carr                                             | 1979. január 24.     |
| 64.  | 16. | Disco angyalok (Disco Angels)                                | Georg Stanford Brown | George Slavin                                            | 1979. január 31.     |
| 65.  | 17. | Terror a sípályán 1. rész (Terror on Skis Part 1)            | Don Chaffey          | Edward J. Lakso                                          | 1979. február 7.     |
| 66.  | 18. | Terror a sípályán 2. rész (Terror on Skis Part 2)            | Don Chaffey          | Edward J. Lakso                                          | 1979. február 7.     |
| 67.  | 19. | Az apa bosszúja (Angel in a Box)                             | Curtis Harrington    | Edward J. Lakso                                          | 1979. február 14.    |
| 68.  | 20. | Angyali hallgatók (Teen Angels)                              | Allen Baron          | Történet: Laurie Lakso Tévéjáték: Bob és Esther Mitchell | 1979. február 28.    |
| 69.  | 21. | Kengyelfutó angyalok (Marathon Angels)                       | Bob Kelljan          | Edward J. Lakso                                          | 1979. március 7.     |
| 70.  | 22. | Várakozó angyalok (Angels in Waiting)                        | Allen Baron          | Edward J. Lakso                                          | 1979. március 21.    |
| 71.  | 23. | Rosemary hasonmás (Rosemary, For Remembrance)                | Ronald Austin        | Lee Sheldon                                              | 1979. május 2.       |
| 72.  | 24. | Angyali emlékek (Angels Remembered)                          | Kim Manners          | Edward J. Lakso                                          | 1979. május 16.      |

## 4. évad (1979-1980)
| Sor. | Év. | Cím                                                                | Rendező         | Író                                                                                    | Premier              |
| ---- | --- | ------------------------------------------------------------------ | --------------- | -------------------------------------------------------------------------------------- | -------------------- |
| 73.  | 1.  | Angyalok és szerelemhajók 1. rész (Love Boat Angels Part 1)        | Allen Baron     | Edward J. Lakso                                                                        | 1979. szeptember 12. |
| 74.  | 2.  | Angyalok és szerelemhajók 2. rész (Love Boat Angels Part 2)        | Allen Baron     | Edward J. Lakso                                                                        | 1979. szeptember 12. |
| 75.  | 3.  | Angyalok a kamionban (Angels Go Truckin')                          | Lawrence Dobkin | Richard Carr                                                                           | 1979. szeptember 19. |
| 76.  | 4.  | Bosszúálló angyalok (Avenging Angel)                               | Allen Baron     | Történet: Laurie Lakso Tévéjáték: Edward J. Lakso                                      | 1979. szeptember 26. |
| 77.  | 5.  | Angyalok az oltárnál (Angels at the Altar)                         | Lawrence Dobkin | Larry Alexander                                                                        | 1979. október 3.     |
| 78.  | 6.  | A bukott angyal (Fallen Angel)                                     | Allen Baron     | Kathryn Michaelian Powers                                                              | 1979. október 24.    |
| 79.  | 7.  | Ketrecbe zárt angyal (Caged Angel)                                 | Dennis Donnelly | B.W. Sandefur                                                                          | 1979. október 31.    |
| 80.  | 8.  | Angyalok az utcán (Angels on the Street)                           | Don Chaffey     | Történet: Laurie Lakso Tévéjáték: Edward J. Lakso                                      | 1979. november 7.    |
| 81.  | 9.  | A herceg és az angyal (The Prince and the Angel)                   | Cliff Bole      | Történet: Laurie Lakso Tévéjáték: Edward J. Lakso                                      | 1979. november 14.   |
| 82.  | 10. | Görkoris angyalok (Angels on Skates)                               | Don Chaffey     | Történet: John Francis Whelpley Tévéjáték: Michael Michaelian és John Francis Whelpley | 1979. november 21.   |
| 83.  | 11. | Angyalok az egyetemen (Angels on Campus)                           | Don Chaffey     | Michael Michaelian                                                                     | 1979. november 28.   |
| 84.  | 12. | Angyalvadászat (Angel Hunt)                                        | Paul Stanley    | Lee Sheldon                                                                            | 1979. december 5.    |
| 85.  | 13. | Cirkáló angyalok (Cruising Angels)                                 | George McCowan  | B.W. Sandefur                                                                          | 1979. december 12.   |
| 86.  | 14. | Kísértetekről és angyalokról (Of Ghosts and Angels)                | Cliff Bole      | Kathryn Michaelian Powers                                                              | 1980. január 2.      |
| 87.  | 15. | Angyalgyerek (Angel's Child)                                       | Dennis Donnelly | Edward J. Lakso                                                                        | 1980. január 9.      |
| 88.  | 16. | Hiányzik egy angyal (One of Our Angels Is Missing)                 | Allen Baron     | Robert S. Biheller és W. Dal Jenkins                                                   | 1980. január 16.     |
| 89.  | 17. | Zuhanó angyal (Catch a Falling Angel)                              | Kim Manners     | Edward J. Lakso                                                                        | 1980. január 23.     |
| 90.  | 18. | Otthon, édes otthon (Homes $weet Homes)                            | Allen Baron     | Történet: Robert E. Lee, Ronald E. Osborn és William Froug Tévéjáték: William Froug    | 1980. január 30.     |
| 91.  | 19. | Táncoló angyalok (Dancin' Angels)                                  | Dennis Donnelly | Edward J. Lakso                                                                        | 1980. február 6.     |
| 92.  | 20. | Harrigan angyala (Harrigan's Angel)                                | Don Chaffey     | Edward J. Lakso                                                                        | 1980. február 20.    |
| 93.  | 21. | Angyalnyom (An Angel's Trail)                                      | Dennis Donnelly | Wayne Cruseturner                                                                      | 1980. február 27.    |
| 94.  | 22. | Kés alatt (Nips and Tucks)                                         | Don Chaffey     | Történet: Cory Applebaum és B.W. Sandefur Tévéjáték: B.W. Sandefur                     | 1980. március 5.     |
| 95.  | 23. | Hárman a pénzükért (Three for the Money)                           | George McCowan  | Lee Sheldon                                                                            | 1980. március 12.    |
| 96.  | 24. | Toni srácai (Toni's Boys)                                          | Ron Satlof      | Történet: Robert Janes és Katharyn Powers Tévéjáték: Katharyn Powers                   | 1980. április 2.     |
| 97.  | 25. | Egy szerelem - két angyal 1. rész (One Love... Two Angels: Part 1) | Dennis Donnelly | B.W. Sandefur                                                                          | 1980. április 30.    |
| 98.  | 26. | Egy szerelem - két angyal 2. rész (One Love... Two Angels: Part 2) | Dennis Donnelly | B.W. Sandefur                                                                          | 1980. május 7.       |

## 5. évad (1980-1981)
| Sor. | Év. | Cím                                                    | Rendező         | Író                                                              | Premier            |
| ---- | --- | ------------------------------------------------------ | --------------- | ---------------------------------------------------------------- | ------------------ |
| 99.  | 1.  | Rejtőzködő angyal 1. rész (Angel in Hiding Part 1)     | Dennis Donnelly | Edward J. Lakso                                                  | 1980. november 30. |
| 100. | 2.  | Rejtőzködő angyal 2. rész (Angel in Hiding Part 2)     | Dennis Donnelly | Edward J. Lakso                                                  | 1980. november 30. |
| 101. | 3.  | A médium és az angyal (To See an Angel Die)            | Dennis Donnelly | Edward J. Lakso                                                  | 1980. november 30. |
| 102. | 4.  | A mélység angyalai (Angels of the Deep)                | Kim Manners     | Robert George                                                    | 1980. december 7.  |
| 103. | 5.  | Szigetlakó angyalok (Island Angels)                    | Don Chaffey     | Történet: Robert I. Holt Tévéjáték: Robert George                | 1980. december 14. |
| 104. | 6.  | Angyalok Waikikin (Waikiki Angels)                     | Dennis Donnelly | B.W. Sandefur                                                    | 1981. január 4.    |
| 105. | 7.  | Táncoslábú angyalok (Hula Angels)                      | Kim Manners     | Robert George                                                    | 1981. január 11.   |
| 106. | 8.  | Szeszfőző angyalok (Moonshinin' Angels)                | Kim Manners     | B.W. Sandefur                                                    | 1981. január 24.   |
| 107. | 9.  | A feleség egy angyal (He Married an Angel)             | Don Chaffey     | Edward J. Lakso                                                  | 1981. január 31.   |
| 108. | 10. | Taxis angyalok (Taxi Angels)                           | John Peyser     | Robert George                                                    | 1981. február 7.   |
| 109. | 11. | Angyal a vonalban (Angel on the Line)                  | Kim Manners     | Edward J. Lakso                                                  | 1981. február 14.  |
| 110. | 12. | Chorus Line - a társulat angyalai (Chorus Line Angels) | David Doyle     | Edward J. Lakso                                                  | 1981. február 21.  |
| 111. | 13. | Kaszkadőr angyalok (Stuntwomen Angels)                 | Dennis Donnelly | Edward J. Lakso                                                  | 1981. február 28.  |
| 112. | 14. | Angyali támadás (Attack Angels)                        | Kim Manners     | B.W. Sandefur                                                    | 1981. június 3.    |
| 113. | 15. | Angyal játékban (Angel on a Roll)                      | Dennis Donnelly | Edward J. Lakso                                                  | 1981. június 10.   |
| 114. | 16. | Mr. Galaxis (Mr. Galaxy)                               | Don Chaffey     | Történet: Larry Mitchell és Robert Spears Tévéjáték: Mickey Rich | 1981. június 17.   |
| 115. | 17. | Hagyjátok élni az angyalunkat! (Let Our Angel Live)    | Kim Manners     | Edward J. Lakso                                                  | 1981. június 24.   |